# Dobri Zdenci
Dobri Zdenci is een plaats in de gemeente Gornja Stubica in de Kroatische provincie Krapina-Zagorje. De plaats telt 163 inwoners (2001).